# آنری دوم، پادشاه ناوار
آنری دوم، پادشاه ناوار (انگلیسی: Henry II of Navarre; ۱۸ آوریل ۱۵۰۳ – ۲۵ مهٔ ۱۵۵۵) یا هانری دوم پادشاه پادشاهی ناوار بود. از آن روی که در سنگویسا به دنیا آمد به سنگویسینو ملقب بود. وی از ۱۵۱۷ پادشاه ناوار بود؛ هرچند که قلمروی وی به دلیل فتح قسمت عمده آن از ناحیه اسپانیایی‌ها در ۱۵۱۲ (در زمان حکومت مادرش که به همراه همسرش به صورت مشترک حکمرانی می‌نمود) بسیار کوچک شده و به محدوده ای کوچک در شمال کوه‌های پیرنه محدود شده بود. وی در جریان جنگ پاویا در سال ۱۵۲۵ زندانی شد اما موفق به فرار شد و در سال بعد با مارگرت همسرش ازدواج کرد.